# Sjöslag

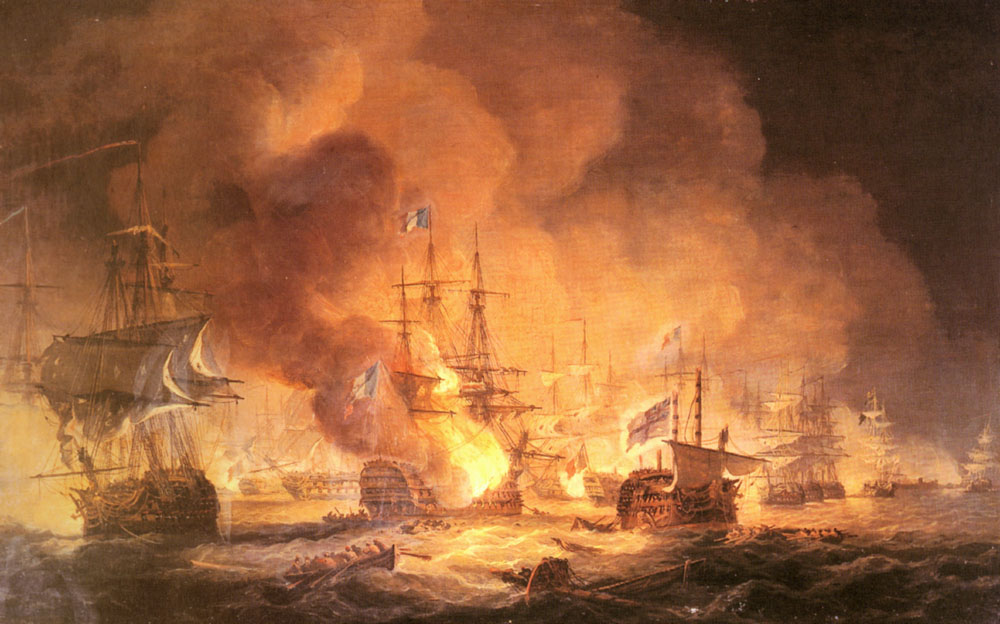
Slaget vid Nilen mellan Frankrike och Storbritannien 1798.

Sjöslag kallas en militär sammandrabbning där vapenbestyckade fartyg används. De flesta sjöslagen äger rum på större hav, men några stycken har också utspelat sig på insjöar eller floder. Det tidigaste dokumenterade sjöslaget ägde rum 1210 f.Kr. utanför Cypern och det potentiellt största sjöslaget genom historien tordes ha ägt rum för slaget vid Kap Ecnomus 256 f.Kr.. Det har inte förekommit särskilt många större sjöslag sedan andra världskriget då skeppen har fått en annan roll sedan dess.